# Буш, Нейл
Нейл Мэ́ллон Буш (англ. Neil Mallon Bush; род. 22 января 1955 года, Мидленд, Техас, США) — американский предприниматель и инвестор. Сын 41-го президента США Джорджа Герберта Уокера Буша.

## Ранние годы
Нейл Буш родился 22 января 1955 года в городе Мидленд, штат Техас в семье Джорджа Герберта Уокера Буша и его супруги Барбары. Мальчика назвали Нейлом в честь хорошего друга семьи Генри Нейла Мэллона, главы горнодобывающей корпорации Dresser Industries и работодателя Джорджа Буша.
Нейл — третий сын Джорджа и Барбары и четвёртый ребёнок в семье. У него есть три брата: Джордж (род. 1946) — президент США в 2001—2009 гг., Джеб (род. 1953) — губернатор Флориды в 1999—2007 гг. и Марвин (род. 1956) — бизнесмен, и две сестры: Паулин (1949—1953), скончавшаяся в 3 года от лейкемии, и Дороти (род. 1959) — социолог и филантроп.
В 11 лет Нейл пошел в привилегированную частную школу Сент-Олбанс в Вашингтоне, округ Колумбия. В детстве Буш страдал дислексией, но сумел перебороть себя и окончить школу с хорошими отметками.
После окончания Сент-Олбанс Буш поступил в Тулейнский университет, где в 1977 году получил квалификацию экономиста. В 1979 году Буш получил степень магистра делового администрирования в 1979 году.

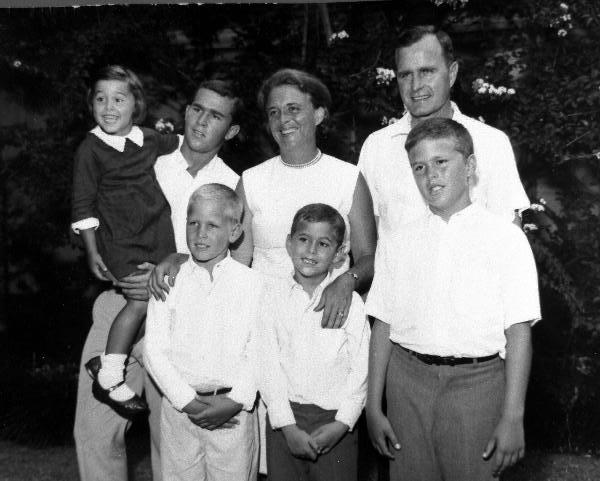
Нейл — крайний слева в нижнем ряду. Начало 1960-х

## Благотворитель
Нил Буш является председателем фонда Лучи света, деятельность которой направлена на развитие волонтерской деятельности.

## Ссудо-сберегательная компания Сильверадо
Нейл Буш был членом совета директоров базируемой в Денвере Ссудо-сберегательной компании Сильверадо в 1980-х во время крупного ссудо-сберегательного кризиса. Он и его отец, Джордж Буш, в то время являвшийся Вице-президентом США, как и их роль в провале Сильверадо стали центром рекламы. Согласно salon.com, крах Сильверадо обошелся налогоплательщикам в $ 1,3 млрд.

## Обучающая компанияIgnite!
Основная статья: Ignite!
В 1999 году Буш стал одним из основателей Игнайт, обучающей образовательной корпорации программного обеспечения. Буш сказал, что он создал в Остине Игнайт из-за его трудностей в обучении в средней школе. Программное обеспечение использует несколько интеллектуальных методов обучения с различными стилями преподавания.
Для финансирования Игнайт Буш собрал $ 23 млн от инвесторов США, включая своих родителей, а также от бизнесменов из Тайваня, Японии, Кувейта, Британских Виргинских островов и ОАЭ, согласно документам, поступления официально были зарегистрированы в Комиссии по ценным бумагам и биржам. По документам список инвесторов включает в себя русского миллиардера Бориса Березовского, партнера Березовского Бадри Патаркацишвили, кувейтского миллиардера Мохаммеда аль-Садда и китайского компьютерного миллиардера Уинстона Вонга.

## Торги акциями компанииКопин
В июле 1999 года Буш за один день заработал не менее $ 798 тысяч на трех сделках с акциями компании, которая наняла его в качестве консультанта. Корпорация Копин, расположенная в городе Таунтон (Массачусетс), объявила в тот же день хорошие новости о новом клиенте-азиате, который дал акциям компании воспарить ввысь. Буш заявил, что он не располагал ценной конфиденциальной информацией и что это его финансовый консультант рекомендовал сделки. По его словам, «любое повышение цен на акции в тот день было чисто случайным, а это означает, что у меня не было какой-либо конфиденциальной информации».

## Исследовательский фонд по межрелигиозному и межкультурному диалогу
Буш был директором-основателем (вместе с Папой Бенедиктом XVI) Исследовательского фонда по межрелигиозному и межкультурному диалогу. Фонд способствует экуменическому пониманию и публикует религиозные тексты.

## Другие сделки
В 2002 году Буш подписал консалтинговой договор, по которому он получил $ 2 млн долларов акциями, по которому он обязался проработать в течение пяти лет на корпорацию по производству полупроводников, находящуюся под защитой сына бывшего президента Китая Цзян Цзэминя, плюс $ 10000 за каждое заседание совета, которое он посетил.
Буш является сопредседателем компании Крест Инвестмент. Крест платит ему $ 60000 в год за предоставление различных консалтинговых услуг.
Буш часто путешествует по Ближнему Востоку, Европе и Азии, чтобы договариваться о сделках и привлекать капитал для различных предприятий. По некоторым официальным данным в 2000 году ему заплатили $ 1,3 млн за подобные услуги. Сюда относятся и $ 642 500 комиссионных за представление одного азиатского инвестора некоему владельцу американской высокотехнологичной компании.

## В кино
Нил Буш (вместе с режиссёром Майклом Муром) появился в документальном фильме 2005 года Мы пичкаем лекарствами наших детей. В трейлере фильма Буш говорит: «Просто из-за того, что это легко напичкать ребенка лекарствами, чтобы он не был капризным, данное обстоятельство не дает нам права делать это».

## Оратория
Буш неоднократно приглашался выступить перед аудиторией за рубежом. Буш говорит, что он просто делает визиты вежливости к мировым лидерам, но не планирует пробираться во внешнюю политику. «Зачастую люди приглашают из-за доброго имени моего отца, из-за его президентства, но это лишь приятно для меня», сказал Буш. «Некоторые из этих людей просто являются семейными друзьями».
Выступая на экономическом форуме в Саудовской Аравии в январе 2002 года, Буш сослался на усиливающиеся антиамериканские настроения в арабских странах и сказал, что два народа должны общаться больше. Он сказал, что арабская пиар-машина не столь сильна в действии, как израильская.
Администрация Буша-младшего оказалась равнодушной к его кругосветным путешествиям. «Президент знает, что его брат всегда делает, то что правильно», сказал пресс-секретарь президента Ари Фрейшер.
В Азии Буш сопровождал Мун Сон Мёна во время его турне по случаю открытия филиалов Федерации за всеобщий мир в странах мира. В 2009 году Буш поздравил Муна с выходом в свет его автобиографии на званом вечере, устроенном Муном для 1300 высокопоставленных гостей в Манхэттен-центре. Он сказал следующее: «У Преподобного Муна очень простая концепция: мы все являемся божьими детьми».